# Christian Høgni Jacobsen
Christian Høgni Jacobsen (* 12. Mai 1980 in Runavík) färöischer Fußballspieler, der auch für die färöische Nationalmannschaft aktiv war.

## Vereine
Jacobsen startete seine Karriere 1996 bei NSÍ Runavík. Sein Debüt gab er an seinem 16. Geburtstag für die zweite Mannschaft am dritten Spieltag der dritten Liga beim 5:0-Sieg gegen B71 Sandur, er spielte das komplette Spiel durch. Für die erste Mannschaft lief er das erste Mal eine Woche später in der zweiten Liga beim Auswärtsspiel gegen FS Vágar II auf, er wurde in der 78. Minute beim Stand von 4:1 für Oddfríður Gaardbo eingewechselt, das Spiel endete 5:1. Sein erstes Pflichtspieltor erzielte er am siebten Spieltag der dritten Liga im Spiel der zweiten Mannschaft gegen B36 Tórshavn II. Jacobsen traf hierbei zur 3:2-Führung, das Spiel endete 3:3. Zum Ende des Jahres stieg die A-Mannschaft in die erste Liga auf. Sein erstes Spiel in der obersten Spielklasse absolvierte er am neunten Spieltag der Saison 1997 bei der 1:4-Heimniederlage gegen VB Vágur. Jacobsen wurde hierbei in der 67. Minute für Kári Sigvardsen eingewechselt. Nachdem er in den ersten beiden Jahren nur jeweils wenige Spiele für die erste und zweite Mannschaft absolvierte, zählte er 1998 ab dem sechsten Spieltag zur Stammmannschaft und absolvierte alle restlichen Saisonspiele. Das erste Tor für die erste Mannschaft und zugleich das erste Tor in der obersten Spielklasse gelang ihm am siebten Spieltag gegen B36 Tórshavn, er traf zur Führung beim 2:0-Erfolg.
Im Juli 2001 wechselte Jacobsen zu Esbjerg fB in die Superliga und gab dort sein Debüt am zwölften Spieltag beim 2:0-Sieg gegen Odense BK, als er für Henrik Nielsen in der 82. Minute eingewechselt wurde. Anfang des Jahres 2002 wechselte er zum Ligakonkurrenten Vejle BK, für die er zehn Spiele absolvierte, jedoch zum Saisonende nur den vorletzten Platz belegte und somit in die zweite Liga abstieg. Dort spielte er zwei weitere Jahre, wurde jedoch in der Sommerpause 2002 und 2003 jeweils für seinen Heimatverein NSÍ Runavík freigestellt, bevor er 2005 endgültig zurückkehrte.
2005 und 2006 wurde Jacobsen für NSÍ mit jeweils 18 Toren Torschützenkönig der Formuladeildin. Daraufhin wechselte er 2007 zu HB Tórshavn, konnte dort jedoch seine vorherige Treffsicherheit nicht unter Beweis stellen. Im letzten Saisondrittel wurde er bis zum Ende der Saison an NSÍ Runavík ausgeliehen und konnte unter anderen gemeinsam mit Jóhan Troest Davidsen, Hjalgrím Elttør, Jónhard Frederiksberg, Jens Martin Knudsen, Bogi Løkin, Pól Thorsteinsson und Einar Tróndargjógv die erste Meisterschaft feiern. 2008 spielte Jacobsen anfangs wieder für HB. Im Juli unterschrieb er einen Vertrag bei AB Kopenhagen für eine Saison, in der er jedoch nur einmal zum Einsatz kam. Nachdem sein Vertrag nicht verlängert wurde spielt er seit Juli 2009 wieder für NSÍ Runavík. Im zweiten Jahr nach seiner Rückkehr erzielte ebenso wie Arnbjørn T. Hansen 22 Tore in der ersten Liga und sicherte sich zum dritten Mal den Titel des Torschützenkönigs.
Im Frühjahr 2012 wechselte Jacobsen zum dänischen Drittligisten Boldklubben 1908, nur um kurz darauf einen Vertrag bei B68 Toftir zu unterschreiben. Die Saison wurde auf dem vorletzten Platz abgeschlossen, was den Abstieg zur Folge hatte. Daraufhin beendete Jacobsen zunächst seine Karriere, kehrte 2014 allerdings für fünf Spiele zu NSÍ Runavík zurück. Auch 2015 lief er für wenige Spiele für NSÍ auf und stand im Pokalfinale gegen Víkingur Gøta, welches mit 0:3 verloren wurde. Nach einem Jahr Pause absolvierte Jacobsen 2017 ein Spiel für die erste Mannschaft, ansonsten spielte er in der zweiten Saisonhälfte regelmäßig für die zweite Mannschaft in der 1. Deild. Ab 2018 war er vermehrt für die dritte Mannschaft in der 2. Deild aktiv.

### Europapokal
Neun Mal trat Jacobsen im Europapokal an, erstmals 2005/06 für NSÍ Runavík im Rückspiel der ersten Qualifikationsrunde des UEFA-Pokals im Auswärtsspiel gegen Liepājas Metalurgs. Hierbei wurde Jacobsen nach 75 Minuten beim Stand von 0:2 gegen Kári Hansen ausgewechselt, das Spiel endete wie das Hinspiel mit 0:3. Sein bisher einziges Europapokaltor gelang ihm 2008 in der ersten Runde des UI-Cups beim Heimspiel gegen IF Elfsborg zum 1:1-Ausgleich, das Spiel wurde mit 1:4 verloren.

## Nationalmannschaft
Jacobsen gab sein Debüt in der färöischen Nationalmannschaft gemeinsam mit Andrew av Fløtum und Súni Olsen am 31. Januar 2001 im Rahmen der Nordischen Meisterschaft beim 0:0 gegen Schweden in Växjö, als er in der 77. Minute für Uni Arge eingewechselt wurde. Sein erstes Tor schoss er am 24. März 2001 im Qualifikationsspiel zur WM 2002 gegen Luxemburg in Luxemburg zum 2:0-Endstand. Insgesamt absolvierte er bis 2010 50 Spiele und schoss dabei zwei Tore. Seinen letzten Auftritt für die Nationalmannschaft hatte er am 4. Juni 2010 beim 0:0 im Freundschaftsspiel gegen Luxemburg in Hesperingen, als er in der 80. Minute für Christian Holst eingewechselt wurde.

## Erfolge
- 1× Färöischer Meister: 2007
- 3× Torschützenkönig der ersten färöischen Liga: 2005, 2006, 2010